# Ome Henk en de tovenaar van Salsa Borenco
Ome Henk en de tovenaar van Salsa Borenco is het achtste album van Ome Henk, dat in 1997 werd uitgebracht. Dit album is onder twee varianten uitgebracht. De tweede variant heet Ome Henk en Jantje (en de tovenaar van Salsa Borenco) met als verschil dat het liedje Ik zing dit lied voor Ome Henk toegevoegd is.

## Tracklist (Originele versie)
1. Introduktie Door De Tovenaar Van Salsa Borenco
2. Die Is Dom, Ja !
3. Ome Henk In Zezamstraat (Deel 1)
4. Zezamstraat Tjoen
5. Ome Henk In Zezamstraat (Deel 2)
6. Hallo, Weet Je Wel Wie Ik Ben ?!
7. Weg Met Henk !
8. Olleke Bolleke
9. De Nationale Pindakaas Test
10. Overlast Op De Hoekzijdsestraatweg
11. Vette Worst
12. Ome Henk Kijkt TV (Deel 1)
13. Uncle Henk's Bruine Bonensoep
14. Ome Henk Kijkt TV (Deel 2)
15. Arie In Zijn Ferrari
16. Royaal Regelt Het Allemaal
17. Het Ed En Ted Bouwpakket
18. En Ja Hoor ! Hier Zijn Weer Een Aantal Hoogtepunten Van Deze Ome Henk CD (Lache Joh !)
19. Dat Was 't, Zet Je CD Speler Uit !

## Tracklist (Heruitgave)
1. Introduktie Door De Tovenaar Van Salsa Borenco
2. Ik Zing Dit Lied Voor Ome Henk !
3. Ome Henk In Zezamstraat (Deel 1)
4. Zezamstraat Tjoen
5. Ome Henk In Zezamstraat (Deel 2)
6. Hallo, Weet Je Wel Wie Ik Ben ?!
7. Weg Met Henk !
8. Olleke Bolleke
9. De Nationale Pindakaas Test
10. Overlast Op De Hoekzijdsestraatweg
11. Vette Worst
12. Ome Henk Kijkt TV (Deel 1)
13. Uncle Henk's Bruine Bonensoep
14. Ome Henk Kijkt TV (Deel 2)
15. Arie In Zijn Ferrari
16. Royaal Regelt Het Allemaal
17. Het Ed En Ted Bouwpakket
18. Die Is Dom, Ja !
19. En Ja Hoor ! Hier Zijn Weer Een Aantal Hoogtepunten Van Deze Ome Henk CD (Lache Joh !)
20. Dat Was 't, Zet Je CD Speler Uit !